# 聖公會田灣始南小學
聖公會田灣始南小學（英語：S.K.H. Tin Wan Chi Nam Primary School）是一間由香港聖公會營辦的小學，位於香港香港仔田灣。

## 校政管理
歷任校監
- 蘇國珍 女士[4]
- 楊羅觀翠 女士

歷任校長
1. 李少鶴 先生 (1999-2004)[4]
2. 林嫣莉 女士 (2004-2010)
3. 郭妙嫻 女士 (2010-2022)
4. 梁國強 先生 (2022至今)

歷任副校長
- 馮玉榮 先生
- 謝鳳明 女士
- 龍周均 先生

## 历史
聖公會田灣始南小學創校於1957年，建基於香港仔黃竹坑新圍村。何明華會督有感周效良校監奉獻祖居熱忱，故請其替校命名，周先生遂以「始南」命名以紀念其先祖父。於1964年遷往田灣徙置區（現已重建為田灣邨），再於1982年遷往置富花園，正式命名為聖公會始南小學。1998年，此校上、下午部獲政府邀請，分拆為兩所全日制小學。翌年，上午部分拆為今日的聖公會田灣始南小學，並遷回田灣邨重建後的新校舍。
此校亦是全港最後一批由政府直接興建的小學靈活式校舍之一，於1998年3月動工，由啟泰建築工程承建。

## 教育目標
「德昭彰、智睿達、體魄健、群策力、美詣深」，並實踐「資訊科技領先鋒‧兩文三語全精通」的理想。同時，亦致力推行公民教育，加強學生對國家、社會及地區的認識和歸屬感，務求他日貢獻社會，為主作工。

## 學校校訓
「非以役人，乃役於人」(英譯：Not to be served But to serve）

## 校園環境
| 課室數目                     | 30 |
| 禮堂數目                     | 1 |
| 操場數目                     | 3 |
| 圖書館數目                   | 1 |
| 特別室                       | 音樂室、視藝室、常識室、輔導室、電腦室、English Room 、靈修室、校園電視台、活動中心、家長資源室及語言室。 |
| 支援有特殊學習需要學生的設施 | 升降機。                                                                                                  |
| 其他                         | 特別室安裝聯網電腦系統及一些特別室實物投影機;各樓課室設有實物投影機 。                                    |

| 樓層       | 設施                               | 設施                             | 設施                             |
| ---------- | ---------------------------------- | -------------------------------- | -------------------------------- |
| 6樓 (6/F)  | 5C、5B、5A、4E、6C、6B             | 5C、5B、5A、4E、6C、6B           | 6A                               |
| 5樓 (5/F)  |                                    | 4C、4B、4A、靈修室、5E、5D       | 6D                               |
| 4樓 (4/F)  | 家長資源室及語言室                 | 3E、3D、3C、3B、3A、4D           | 6E                               |
| 3樓 (3/F)  | 電腦室                             | 2D、2C、2B、中央圖書館           | 2A                               |
| 2樓 (2/F)  | 音樂室、視藝室                     | 校園電視台、1E、1D、1C、1B、1A   | 2E                               |
| 1樓 (1/F)  | 常識室、實習老師休息室、教員休息室 | 教員室、茶水間、校務處、禮堂     | 會議室                           |
| 地下 (G/F) | 二號操場、籃球場                   | 數學室、接待處、一號操場、體育室 | 數學室、接待處、一號操場、體育室 |

## 著名/傑出校友
- 賴君蕊（2003年小六）：香港新聞主播
- 麥卓穎（2014年小六）：香港滑浪風帆運動員

## 交通

### 鄰近
- 田灣邨
- 鴻福苑
- 香港威雅學校 （页面存档备份，存于）（香港威雅學校）（2019年）
- 香港諾德安達國際學校（Nord Anglia International School Hong Kong）（2015年創辦）
- 東華三院田灣幼稚園 （页面存档备份，存于）（1998年創辦）（位於田健樓地下1-10室）
- 循道衛理田灣幼稚園 （页面存档备份，存于）（1998年創辦）（位於田康樓地下1-10號）